# Kárpátaljai Területi Tanács
A Kárpátaljai Területi Tanács vagy Kárpátontúli Területi Tanács (ukránul: Закарпатська обласна рада) a Ukrajna Kárpátontúli területének (Kárpátalja) helyi területi önkormányzati szerve. A Kárpátaljai Területi Tanács székhelye Ungváron, a területi adminisztrációval egy épületben található.
A Kárpátaljai Területi Tanács tagjait öt évre választják. Ahhoz, hogy egy párt bekerüljön a tanácsba, az összes szavazat több mint 5 százalékát kell megszereznie.

## A Tanács összetétele
A 2020. október 15-i helyhatósági választás nyomán megalakult Kárpátaljai Területi Tanács pártok szerinti megoszlása (zárójelben a képviselők száma):
     Szülőföldünk Kárpátalja (12)

     A Nép Szolgája (11)

     Batykivscsina (8)

     Ukrajnai Magyarok Pártja (8)

     Andrij Baloha Csapata (7)

     Európai Szolidaritás (6)

     A Jövőért (6)

     frakció nélkül

## A Kárpátaljai Területi Tanács épülete
A Kárpátaljai Területi Tanács székhelye az 1932 és 1936 között František Krupka pozsonyi építész által épített épületben található. Ez az épület ad helyet a Kárpátaljai Állami Területi Közigazgatási Hivatalnak is. Kárpátalja legfontosabb közigazgatási épülete a modernista klasszicizmus stílusában épült. Ungvár Kis-Galagó városrészében található épület a neoklasszicizmus példája. A hatemeletes épületet impozáns, oszlopokkal díszített travertínó oszlopcsarnokkal ékesített masszív rizalit dísziti. Az épület  díszítésénél nagyvonalúan használtak travertínót, ónixot és különböző márványfajtákat.
A Kárpátaljai Megyei Területi épületének belső tere, így az átrium is megtekinthető hétköznapokon. Az átriumban František Krupka a zenei eseményekhez kiváló akusztikai feltételeket teremtett. Ebben az épületben található Ukrajna egyetlen páternosztere.

## Fordítás
Ez a szócikk részben vagy egészben  a(z)   Закарпатська обласна рада című ukrán Wikipédia-szócikk ezen változatának fordításán alapul.  Az eredeti cikk szerkesztőit annak laptörténete sorolja fel. Ez a jelzés csupán a megfogalmazás eredetét és a szerzői jogokat jelzi, nem szolgál a cikkben szereplő információk forrásmegjelöléseként.